# Вільям Альберт Сетчелл
Вільям Альберт Сетчелл (англ. William Albert Setchell 15 квітня 1864 — 5 квітня 1943) — американський ботанік та морський альголог.

## Біографія
Сетчелл народився у Норвічі, в сім'ї Джорджа Кейса Сетчелла та Мері Енн (Девіс) Сетчелл. Сетчелл рано виявив інтерес до природничої історії, який посилився під час навчання у Норвічській вільній академії. Він навчався в Єльському університеті, е отримав диплом бакалавра, а згодом в аспірантурі Гарвардського університету, де його керівником був відомий вчений, «батько» криптогамної ботаніки Вільям Гілсон Фарлоу. У 1890 році Сетчелл захистив дисертацію з анатомії та морфології ламінарій.
Після отримання ступеня PhD Сетчелл обійняв посаду асистента з біології в Шеффілдській науковій школі Єльського університету. Він став доцентом кафедри ботаніки, продовжуючи свої дослідження ламінарій, а влітку керував морськими дослідженнями в Морській біологічній лабораторії Вудс-Хоул.  У 1895 році він перейшов до Каліфорнійського університету в Берклі на посаду професора та завідувача кафедри ботаніки. Він започаткував серію публікацій Каліфорнійського університету з ботаніки та створив університетський гербарій та ботанічний сад. Він працював там до виходу на пенсію у 1934 році. У 1916 році Сетчелл був обраний до Американської академії мистецтв і наук, а у 1919 році до Американського філософського товариства та Національної академії наук США.
Дослідження Сетчелла охоплювали різні галузі: від таксономії водоростей, грибів та деяких покритонасінних рослин до біогеографії та етноботаніки, особливо тих, що стосувалися морських водоростей. Він багато подорожував через інтерес до таких тем, як роль температури у поширенні водоростей по всьому світу та  роль ламінарій у формуванні рифів. Один цікавий проект виник із його звички курити: він зацікавився походженням роду Nicotiana та провів деякі дослідження гібридів Nicotiana.
У 1920 році Сетчелл одружився з Кларою Б. Колдуелл з Провіденса, штат Род-Айленд. Вона допомагала йому в університеті та супроводжувала його в усіх поїздках до своєї смерті в 1934 році. 
Після виходу на пенсію Сетчелл продовжував працювати над ботанічними проектами аж до самої смерті у своєму будинку в Берклі 5 квітня 1943 року. До його 70-річчя було видано збірник ("Festschrift"), який включав есе, біографічний нарис та повну бібліографію. Рукописи, нотатки, польові журнали та листування Сетчелла зберігаються в Каліфорнійському університеті.

## Окремі публікації
- Setchell, WA. 1907. Two new hypogeous Secotiaceae. J. of Mycology 13 (92): 236-241
- ----. 1924.  Three new fungi. Mycologia 16: 240-244, 2 planchas
- ----. 1935.  An occurrence of Zostcra on the east coast of South America. Rev. Sudam. Bot., 2: 15-17, 1 fig. en texto
- ----. 1935.  Some marine plants of southeastern Melanesia. (The Templeton Crocker Expedition to Western Polynesian and Melanesian Islands, 1933; Nº 21.) Proc. Calif. Acad. Sci., ser. 4, 21: 259-276, pis. 11-15
- ----. 1935.  Preliminary notes on Sarcopygme, a new Rubiaceous genus from Samoa (con E. Christopherson.) B. P. Bishop Mus., Occas. Pa., 11: 3-5
- ----. 1935.  Hong Kong seaweeds. IV. Sargassaceae. Hong Kong Nat., Suppl., N 4: 1-24, pis. 1-17
- ----. 1935.  Notes on Microdictyon. III. U. C. Pub. Bot., 19: 129-139, pis. 13-15
- ----. 1935.  Acroblastum vs. Polyplethia: a complex of the Balanophoraceae. U. C.Pub. Bot., 19: 141-158, pis. 16-19
- ----. 1935.  Pacific insular floras and Pacific paleogeography. Am. Nat, 69: 289-310
- ----. 1935. Geographic elements of the marine flora of the North Pacific Ocean. Am.Nat., 69: 560-577, 12 figs. en texto. En A. H. S. Lucas, The marine algae of Lord Howe Island; Proc. Linn.Soc. N. S. W., 60: (pis. 3-4), 200-206, 216 (transcripción de notas de Codhim con dos nuevos subgéneros, tres nuevas secciones, y dos nuevas especies; también con un arreglo de especies de Liagora.)
- ----. 1941. Binghamia, the alga, versus Binghamia the cactus. (con E.Y. Dawson.) Proc. Nat. Acad. Sci. 27: 376-381
- ----. 1943.  Goniolithon and Neogoniolithon: two genera of crustaceous coralline algae. (con Lucile Roush Mason.) Proc. Nat. Acad. Sci. 29:87-92
- ----. 1943.  New or little known crustaceous corallines of Pacific North America (con Lucile Roush Mason.) Proc. Nat. Acad. Sci. 29: 92-97

## Рослини, названі на честь Сетчелла
Три роди рослин були названі на честь Сетчелла: Setchellia Magnus 1896, що тепер є синонімом Doassansia Cornu, Setchelliella De Toni (зараз Doassansia niesslii De Toni, вид синьо-зелених водоростей). Також, Setchellanthus Brandegee, (мексиканський чагарник, що містить один вид, Setchellanthus caeruleus). У 1958 році чеський міколог Зденєк Поузар опублікував Setchelliogaster який є родом грибів з ряду Agaricales.
Окрім того, на його честь було названо понад три десятки видів рослин, а також вид коралів та вид кільчастих риб.